# Harry Steger
Henry Steeger III (26 de maio de 1903 - 25 de dezembro de 1990) foi editor de uma revista americana. Ele co-fundou a Popular Publications em 1930, uma das principais editoras de revistas pulp, com o ex-colega de classe Harold S. Goldsmith. Steeger cuidava dos assuntos editoriais enquanto Goldsmith cuidava do lado comercial. Ambos eram veteranos do ramo de revistas de celulose . Steeger editou polpas de guerra na Dell Publishing, enquanto Goldsmith atuou como editor na AA Wyn's Magazine Publishers.
Com Horror Stories e Terror Tales, Steeger deu início ao gênero " shudder pulp " (ou "estranho ameaça"). Embora de curta duração, esse gênero foi responsável por algumas das capas mais marcantes da Era Pulp. As histórias exageradas de tortura e excitação, no entanto, levaram o público a menosprezar a ficção encontrada nas revistas populares.